# La Granadella
Ne doit pas être confondu avec Plage de la Granadella.
La Granadella  est une commune espagnole de la province de Lérida, en Catalogne, de la comarque de Garrigues.

## Politique et administration

### Jumelage
- Pézilla-la-Rivière (France)[1]